# ضرب شبكي

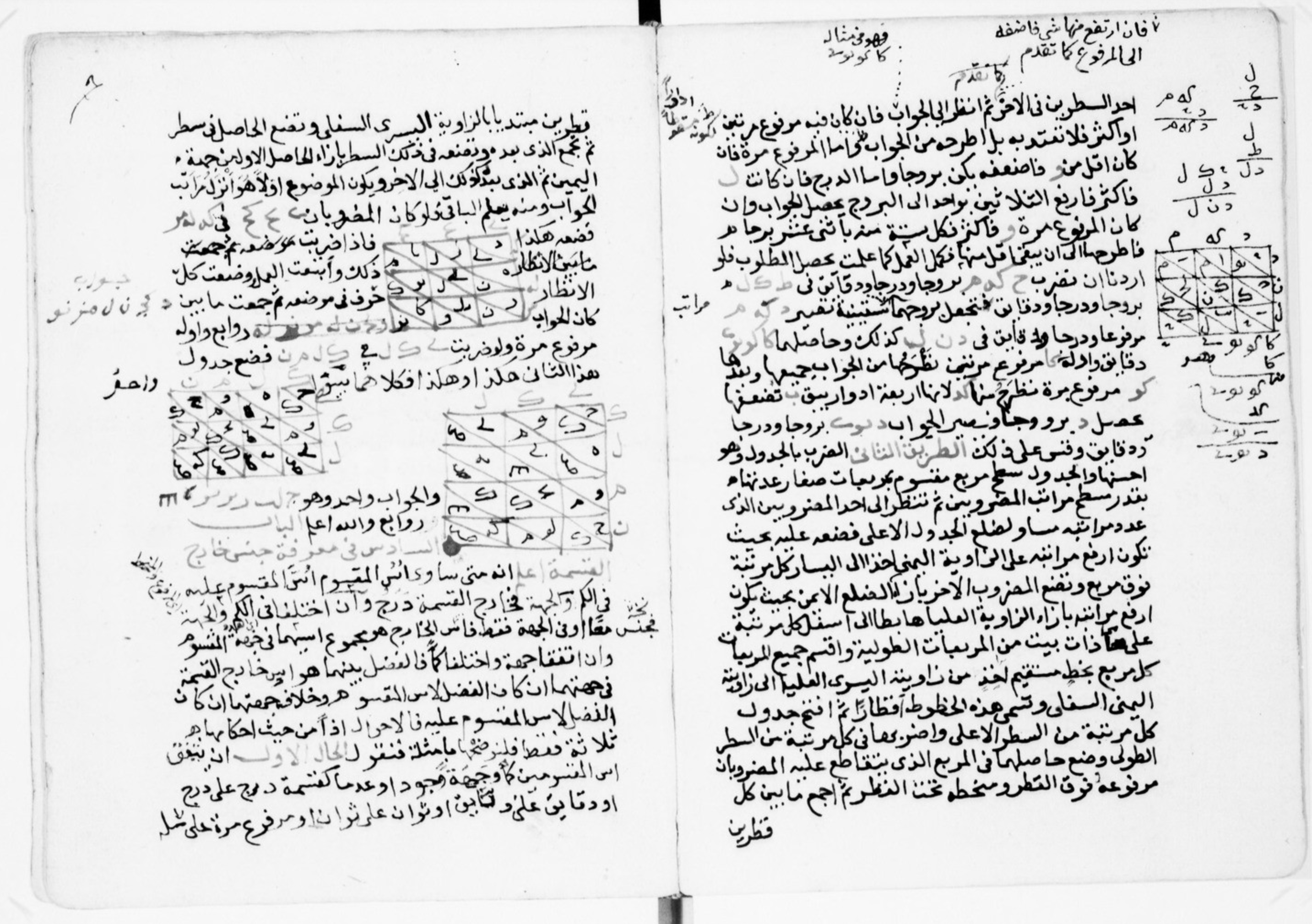
الصفحتين 9ظ و10و من مخطوطة رقائق الحقائق في حساب الدرج والدقائق، المحفوظة بالمكتبة الوطنية الفرنسية، حيث تظهر عمليات ضرب شبكي بأرقام على شكل حروف

الضرب الشبكي (بالإنجليزية: Lattice multiplication)‏ والمعروف أيضاً بالطريقة الإيطالية أو الصينية ويعرف بالمربعات القطرية، وهي طريقة لضرب الأعداد التي تستخدم الشبكة لمضاعفة رقمين متعددي الأرقام. إنها مطابقة رياضياً لخوارزمية الضرب الطويلة الأكثر استخداماً، لكنها تقسم العملية إلى خطوات أصغر، والتي يجد بعض الممارسين سهولة في استخدامها.

## الطريقة
الضرب الشبكي يعتمد على رسم شبكة يتم تقسيمها قطريًا، ومِنْ ثَمَّ يكتب العددين المراد حسابهما على الجانب الأيمن من الشبكة طولياً والعدد الآخر فوق الشبكة، وعلى سبيل المثال حاصل ضرب العدد 62374 في هذا العدد 207 يكون على الجانبين
| 4  | 7  | 3  | 2  | 6  |   |   |   |
| 8  | 14 | 6  | 4  | 12 | 2 |   |   |
|    |    |    |    |    | 0 |   |   |
| 28 | 49 | 21 | 14 | 42 | 7 |   |   |
| 8  | 1  | 4  | 1  | 1  | 9 | 2 | 1 |

## وصلات خارجية
- الضرب الشبكي على يوتيوب من أكاديمية خان